# 제4SS경찰기갑척탄병사단
4 SS 경찰 기갑척탄병 사단(독일어: 4. SS Polizei-Panzergrenaidier-Division)은 제2차 세계 대전 당시 편성된 무장 친위대 38개 사단 중 하나이다. 사단은 1939년 9월 18일 아돌프 히틀러가 내린 질서 경찰로 사단을 편성하라는 명령에 따라 동년 10월 1일에 편성된 부대이다.
당시 질서 경찰(Ordnungspolizei)은 SS 관할하에 있었기 때문에 서류상으로는 무장 친위대가 아니었지만, 조직 최상부에 똑같이 하인리히 힘러 경찰 장관이 위치해 있었기 때문에 사실상 무장 친위대 소속이나 다름없었다. 이처럼 경찰로 부대를 편성하게 된 배경에는 국방군으로 인해 인적자원을 대량으로 확보할 수 없었던 SS가 장래에 무장 친위대 확장을 위해서 경찰의 인적자원을 이용할 수밖에 없었던 상황이 존재했다. 프랑스 전역 및 독소전에 참가한 경찰 사단은 1942년 2월 24일 정식으로 무장 친위대 소속이 되었다. 1943년에는 기갑척탄병 사단으로 승격되었고, 종전 시는 미군에게 항복했다.
병력 대부분이 질서 경찰로 구성되어 있었기 때문에 사단원 9할 이상이 자동차 운전면허를 소유하고 있었다고 하는 특징을 가지고 있었다. (승용차가 대중화되지 않은 시대였던 터라 운전병의 확보는 매우 주요한 사안이었다. 대전 말기 운전 면허를 가진 병력을 확보하기 어려웠던 독일군은 점령 지구의 민간인까지 징용해 운전 임무에 동원했다.)

## 편성과 프랑스전
사단은 1939년 9월 18일 아돌프 히틀러가 내린 질서 경찰로 사단을 편성하라는 명령에 따라 동년 10월 1일에 반데른 훈련장에서 편성되었다. 본래부터 경찰의 인적자원을 이용한 보충 부대가 1934년 경부터 존재했으며, 이를 이용해 3개 연대와 1개 정찰 대대, 통신 대대, 보급 부대로 구성된 부대가 편성되었다.
앞서 서술한 것처럼 경찰관을 주체로 구성된 부대로, 통상 일선 부대로서 활약하기에는 장비, 경험 모두 부족했다. 폴란드 전역에는 참전하지 못했고, 프랑스 전역에도 1940년 1월부터 5월까지는 국경에 위치한 프라이부르크(Freiburg) 근방에서 7 군 소속이 되어 국경 경비와 훈련을 병행했다. 당시 프랑스군과 소규모적인 전투로 11명의 사상자를 냈다. 프랑스 전역 초기 독일군이 프랑스 북방으로 침공할 당시(황색 작전)에는 전략 예비로서 북방에 위치한 튀빙겐(Tübingen) 근방으로 이동했다. 프랑스 북부에서 승리가 확정된 후, 프랑스 본토 침공(적색 작전) 발동에 맞춰 12 군에 배치되어 룩셈부르크를 경유, 파리로 진격했다. 마스강(Mass)을 따라 진격하다 중도에 프랑스군과 몇 번의 전투를 치르었지만, 이미 패배가 결정되어 있던 프랑스군은 사기 또한 바닥을 치고 있었던 탓에 큰 피해를 입지 않았다.
프랑스 항복 후에는 1941년 6월 경까지 파리를 포함한 프랑스 북부 지구 점령 부대로서 생 디지에르(St. Dizier)에 주둔했다. 이 사이, 훈련 및 재편성이 이루어졌지만 전력은 2선급 부대 그대로였다. 독소전이 개전되자 사단은 동부 전선으로 이동했다.

## 독소전 - 루가 공략전
바르바로사 작전이 벌어지면서 북부 집단군 4 기갑 집단에 배속되었다. 사단 대전차 대대는 먼저 도착해 있었고, 본대는 이미 함락된 디나부르그로 이동, 스탈린그라드를 지나 레닌그라드에 당도했다. 사단은 레닌그라드 근방의 루가 마을에서 태세를 재정비한 소련군의 강력한 저항에 부딪혔다.
루가 주변의 소련군은 습지, 산림, 호수 등 지형과 참호를 이용해 방위선을 구축해 놓고 있었다. 루가 공략은 1941년 8월 7일로 계획되었다. 작전명 "베를린"에서는 제56 군단이 루가 주변의 적을 포위할 예정이었다. 날씨 문제로 공격은 8월 9일 밤 늦게부터 8월 10일 새벽 사이에 이루어졌다. 좌익에는 269 보병 사단, 우익에는 3 차량화 보병 사단이 배치되어 루가 남쪽에 위치한 쿠트(Kut), 스메르디(Smerdi), 스토야놉치나(Stojanowtschina) 근방의 소련군에게 공격을 가했다. 스토야놉치나는 8월 12일에 함락되었지만 소련군의 강력한 저항으로 독일군은 큰 피해를 입었다. 8월 16일, 만슈타인은 소련 제34군의 측면을 찌르기 위해서 3 SS기갑사단 토텐코프과 3 차량화 보병 사단을 차출했다. 이는 루가 주변의 좌익 공격을 담당할 부대가 사라졌다는 걸 의미했고, 그로 인해 계획의 재검토가 필요해졌다. 따라서 남쪽에서의 공격은 포기하고 동쪽에서 공격한다는 계획이 입안되었다. 출발점 작전(Unternehmen "Startplatz")에서 사단 예하 2연대와 3연대는 동쪽에서부터 루가를 공격했다. 공격은 성공했고, 8월 24일에는 루가가 함락되었다. 이 전투에서 사단은 2,000명 이상의 사상자를 냈다.

## 레닌그라드 포위 - 재편성
루가 전투 후, 사단은 레닌그라드 전투에 참가했다. 1942년 2월 10일 사단은 정식으로 무장 친위대로 이관되어 SS 경찰 사단으로 명칭을 변경했다. 소련 동계 공세로 인해 심각한 손실을 입은 사단은 재편성 결과, 1943년 10월 26일 기갑척탄병 사단으로 개편되어고, 명칭 또한 제4 SS 경찰 기갑척탄병 사단으로 변경되었다. 1944년에는 E 집단군에 배속되어 훈련 후 발칸반도로 보내졌다. 사단 일부는 그리스, 유고슬라비아에서 파르티잔 토벌 임무를 수행했으며, 독일군이 유고슬라비아에서 철수하면서 1945년 1월 슬로바키아로 철수했다. 철수한 부대는 폼메른으로 이동, 소련군의 침공을 저지하는 임무를 맡았다. 종전 시에는 미군에게 항복했다.

## 부대 편성과 지휘관
- 기사철십자장 수훈자: 25명
- 구성원: 독일 경찰

### 사단명의 변천
- 경찰 사단 (Polizei-Division) 1940년 9월 ~ 1942년 2월
- SS 경찰 사단 (SS-Polizei-Division) 1942년 2월 ~ 1943년 6월
- SS 경찰 기갑척탄병 사단 (SS-Polizei-Panzergrenadier-Division) 1943년 6월 ~ 1943년 10월
- 4 SS 경찰 기갑척탄병 사단 (4. SS-Polizei-Panzergrenadier-Division) 1943년 10월 ~ 1945년 5월

### 역대 지휘관[2]
| 이름                 | 계급                        | 임기 시작        | 임기 종료        |
| -------------------- | --------------------------- | ---------------- | ---------------- |
| 카를 페퍼 빌덴부르흐 | SS중장 겸 경찰 중장         | 1939년 10월 1일  | 1940년 11월 10일 |
| 아투어 뮐버슈테트    | SS중장 겸 경찰 중장         | 1940년 11월 10일 | 1941년 8월 10일  |
| 발터 크뤼거          | SS대장                      | 1941년 8월 10일  | 1941년 12월 5일  |
| 알프레트 뷘네부르크  | SS대장 겸 경찰 대장         | 1941년 12월 5일  | 1943년 6월 10일  |
| 프리츠 슈메데스      | SS소장 겸 경찰 소장         | 1943년 6월 10일  | 1944년 6월 18일  |
| 카를 쉬메르스        | SS대령 겸 경찰 대령         | 1944년 6월 18일  | 1944년 7월 13일  |
| 헤베르트 에른스트 발 | SS소장                      | 1944년 7월 13일  | 1944년 7월 22일  |
| 카를 쉬메르스        | SS대령 겸 경찰 대령         | 1944년 7월 23일  | 1944년 8월 18일  |
| 헬무트 되르너        | SS상급대령 겸 경찰 상급대령 | 1944년 8월 18일  | 1944년 8월 24일  |
| 프리츠 슈메데스      | SS소장 겸 경찰 소장         | 1944년 8월 24일  | 1944년 11월 28일 |
| 발터 하르처          | SS대령                      | 1944년 11월 28일 | 1945년 5월 8일   |

### 작전 지역
- 1939년 9월 ~ 1940년 5월 독일
- 1940년 5월 ~ 1941년 6월 프랑스
- 1941년 6월 ~ 1943년 5월 소련
- 1943년 5월 ~ 1944년 1월 체코슬로바키아, 폴란드
- 1944년 1월 ~ 1944년 9월 그리스
- 1944년 9월 ~ 1944년 10월 유고슬라비아, 루마니아
- 1944년 10월 ~ 1944년 12월 헝가리
- 1944년 12월 ~ 1945년 5월 체코슬로바키아, 폴란드, 동부 독일

### 병력 상황
- 1941년 6월: 17,347명
- 1942년 12월: 13,399명
- 1943년 12월: 16,081명
- 1944년 6월: 16,139명
- 1944년 12월: 9,000명

### 전투 서열
경찰 사단 (1939년 10월 1일 - 1940년 4월 1일)
- 1 경찰 보병 연대
- 2 경찰 보병 연대
- 3 경찰 보병 연대
- 경찰 대전차 대대
- 경찰 공병 대대
- 경찰 자전거 중대

경찰 사단 (1940년 4월 1일 - 1941 4월 21일)
- 1 경찰 보병 연대
- 2 경찰 보병 연대
- 3 경찰 보병 연대
- 경찰 대전차 대대
- 경찰 공병 대대
- 경찰 자전거 중대 (1940년 4월 28일 경찰 수색 대대로 확장)
- 300 포병 연대 (1940년 5월 6일 경찰 포병 연대로 개편)
- 300 통신 대대 (1940년 6월 23일 경찰 통신 대대로 개편)
- 300 사단 관리대
- 300 보급수송대
- 300 정비 중대
- 300 도축 소대
- 300 제빵 소대
- 300 야전병원
- 300 야전우편국

제4 SS 경찰 기갑척탄병 사단 (1944년 7월 - 1944년 8월 14일)
- 7 SS 기갑척탄병 연대
- 8 SS 기갑척탄병 연대
- 4 SS 포병 연대
- 4 SS 돌격포 대대
- 4 SS 전차구축 대대
- 4 SS 대공 대대
- 4 SS 기갑통신 대대
- 4 SS 기갑수색 대대
- 4 SS 기갑공병 대대
- 4 SS 기갑정비 대대
- 4 SS 야전보충 대대
- 4 SS 보급수송대
- 8 SS 도축 중대
- 8 SS 제빵 중대
- 8 SS 사단 관리 소대
- 8 SS 의무 중대
- 8 SS 소독 중대
- 8 SS 응급수송 중대
- 8 SS 의약품보급 중대
- 8 SS 수의 중대
- 8 SS 야전우편국

제4 SS 경찰 기갑척탄병 사단 (1944년 8월 15일 - 1945년 5월 8일)
- 7 SS 경찰 기갑척탄병 연대
- 8 SS 경찰 기갑척탄병 연대
- 4 SS 경찰 포병 연대
- 4 SS 경찰 전차 대대
- 4 SS 경찰 전차구축 대대
- 4 SS 경찰 대공 대대
- 4 SS 경찰 기갑통신 대대
- 4 SS 경찰 기갑수색 대대
- 4 SS 경찰 기갑공병 대대
- 4 SS 경찰 기갑정비 대대
- 4 SS 야전보충 대대
- 4 SS 보급수송대
- 4 SS 관리 대대
- 4 SS 의무 대대
- 사단 병기 중대
- 4 SS 정비대
- 사단 중장비 정비소
- 4 SS 헌병대
- 4 SS 야전우편국

※ 1944년 7월 4일 4 SS 경찰 돌격포 대대는 4 SS 경찰 전차 대대로 개칭되었다.

## 참고 문헌
- Friedrich, Husemann, In Good Faith: The History of the 4. SS-Polizei-Panzer-Grenadier-Division. Volume 1: 1939-1943, J.J. Fedorowicz ISBN 0-921991-74-6
- George F. Nafziger, The German Order of Battle: Waffen SS and Other Units in World War II,Greenhill Books/Lionel Leventhal, United Kingdom ISBN 1-85367-393-5